# Майк О'Браєн (плавець)
Майк О'Браєн (англ. Mike O'Brien, 23 жовтня 1965) — американський плавець.
Олімпійський чемпіон 1984 року.
Переможець Панамериканських ігор 1987 року, призер 1983 року.
Призер літньої Універсіади 1985 року.